# Гоголкин, Александр Васильевич
Александр Васильевич Гоголкин (род. 9 апреля 1950, Соцгород 6, Ленинабадская область) — советский футболист, нападающий.

## Биография
Александр Гоголкин родился 9 апреля 1950 года в посёлке Соцгород Ленинабадской области Таджикской ССР (сейчас город Бустон Согдийской области Таджикистана).
Играл в футбол на позиции нападающего. В 1972 году дебютировал во второй лиге в составе «Янгиера», провёл 27 матчей, забил 4 мяча. В соедующем сезоне снова играл за «Янгиер», но не забил ни одного мяча.
В 1974 году перешёл в ташкентский «Пахтакор», в составе которого провёл 5 матчей в высшей лиге, голов не забивал. Однако по ходу сезона вернулся в «Янгиер», за который выступал вплоть до 1977 года. В сезоне-76 забил 5 мячей, в сезоне-77 — 10 мячей.
В 1978 году перебрался в семипалатинский «Спартак», также игравший во второй лиге, и провёл в его составе четыре сезона.

## Семья
Младший брат — Анатолий Васильевич Гоголкин (1951—?), советский футболист.